# Night After Night (UK)
Night After Night è un album dal vivo del gruppo progressive rock britannico UK, registrato e pubblicato nel 1979.

## Tracce
Lato A
1. Night After Night – 5:24
2. Rendezvous 6:02 – 5:16
3. Nothing To Lose – 5:17
4. As Long As You Want Me Here – 5:09

Lato B
1. Alaska – 2:26
2. Time To Kill – 6:11
3. Presto Vivace – 1:03
4. In The Dead Of Night – 6:12
5. Caesar’s Palace Blues – 5:09

## Formazione
- Eddie Jobson - violino, tastiere, voce
- John Wetton - basso, voce solista
- Terry Bozzio - batteria, percussioni, voce